# Ophrys soller
Ophrys soller là một loài thực vật có hoa trong họ Lan. Loài này được M.Henkel mô tả khoa học đầu tiên năm 2000.